# Partido Identidade e Democracia
Patriotas.eu (antigo Partido Identidade e Democracia) é um partido político europeu nacionalista e de direita a extrema-direita fundado em 2014 que obteve o estatuto de partido político pan-europeu em 2015.

## História
A 12 de junho de 2019, foi anunciado que o sucessor do grupo Europa das Nações e Liberdade (ENF) seria denominado "Identidade e Democracia" (ID) e incluiria a Lega de Salvini da Itália, o Reagrupamento Nacional de França (RN) e Alternativa para a Alemanha como partidos membros. O Partido Finlandês também é membro do grupo. MEP do LN Marco Zanni foi anunciado como o presidente do novo grupo. O grupo, então composto por 73 deputados europeus, foi lançado em Bruxelas pela líder do RN, Marine Le Pen, a 13 de junho de 2019.

## Ideologia
O grupo lista amplamente as suas principais prioridades como a criação de empregos e o crescimento, aumento da segurança, fim da imigração ilegal e o combate à burocracia da UE. Comentaristas políticos têm descrito a Identidade e a Democracia como nacionalista, populista de direita e eurocéptico.

## Financiamento
Enquanto partido político europeu registado, o partido tem direito a financiamento público europeu, que tem recebido continuamente desde o seu primeiro pedido em 2015.
Apresenta-se de seguida a evolução do financiamento público europeu recebido pelo partido.
Montante (€)Financiamento público europeu dos partidos políticos europeus01.000.0002.000.0003.000.0004.000.0005.000.0002004200720102013201620192022Montantes máximos de financiamento públicoMontantes de financiamento público efetivamente recebidos
Em conformidade com o Regulamento relativo aos partidos políticos europeus e às fundações políticas europeias, o partido também angaria fundos privados para cofinanciar as suas actividades. A partir de 2025, os partidos europeus devem angariar, pelo menos, 10% das suas despesas reembolsáveis a partir de fontes privadas, enquanto o restante pode ser coberto através de financiamento público europeu.
Segue-se a evolução das contribuições e donativos recebidos pelo partido.
Montante (€)Contribuições angariadas pelos partidos políticos europeus100.000150.000200.000250.000300.000350.000400.000450.00020152017201920212023Patriotas
Montante (€)Donativos angariados pelos partidos políticos europeus01000200030004000500020152017201920212023Patriotas

## Membros

### Partidos políticos

#### Membros actuais
| País        | Partido                                | Partido                 | Status            |
| ----------- | -------------------------------------- | ----------------------- | ----------------- |
| Áustria     | Partido da Liberdade da Áustria        | FPÖ                     | Oposição          |
| Bélgica     | Vlaams Belang                          | VB                      | Oposição          |
| Bulgária    | Volya                                  | Volya                   | Apoio parlamentar |
| Chéquia     | Liberdade e Democracia Direta          | SPD                     | Oposição          |
| Eslováquia  | Nós Somos Família                      | SR                      | Governo           |
| Estónia     | Partido Popular Conservador da Estônia | EKRE                    | Oposição          |
| França      | Rassemblement National                 | RN                      | Oposição          |
| Grécia      | Nova Direita                           | ND                      | Extra-parlamentar |
| Itália      | Liga Norte                             | LN                      | Oposição          |
| Polónia     | Congresso da Nova Direita              | KNP                     | Extra-parlamentar |
| Portugal    | CHEGA                                  | CH                      | Oposição          |
| Reino Unido | Movimento Pela Bretanha                | Movimento Pela Bretanha | Extra-parlamentar |

#### Associados
| País          | Partido                                 | Partido | Status            |
| ------------- | --------------------------------------- | ------- | ----------------- |
| Alemanha      | Alternativa para a Alemanha             | AfD     | Oposição          |
| Dinamarca     | Partido Popular Dinamarquês             | DF      | Oposição          |
| Finlândia     | Partido dos Finlandeses                 | PS      | Oposição          |
| Países Baixos | Partido pela Liberdade                  | PVV     | Oposição          |
| Reino Unido   | Partido de Independência do Reino Unido | UKIP    | Extra-parlamentar |

### Membros individuais
O partido também inclui vários membros individuais, embora, tal como a maioria dos outros partidos europeus, não tenha procurado desenvolver a adesão individual em massa.
Segue-se a evolução da filiação individual no partido desde 2019.
Membros individuaisMembros individuais dos partidos políticos europeus0246810201920202021202220232024Patriotas

## Deputados Europeus

Identidade e Democracia tem deputados europeus em 10 Estados-Membros. Azul escuro indica que os estados membros enviam vários MEPs, azul claro indica que os Estados membros enviam um único MEP.

9.ª Legislativa do Parlamento Europeu
| País            | Partido Nacional                              | Eurodeputados |
| --------------- | --------------------------------------------- | ------------- |
| Áustria         | Freiheitliche Partei Österreichs (FPÖ)        | 3 / 19        |
| Bélgica         | Vlaams Belang (VB)                            | 3 / 21        |
| República Checa | Svoboda a přímá demokracie (SPD)              | 2 / 21        |
| Dinamarca       | Dansk Folkeparti (DF)                         | 1 / 14        |
| Estónia         | Partido Conservador do Povo da Estónia (Ekre) | 1 / 7         |
| Finlândia       | Perussuomalaiset (PS)                         | 2 / 14        |
| França          | Rassemblement nacional (RN)                   | 23 / 79       |
| Alemanha        | Alternativa para a Alemanha (AfD)             | 11 / 96       |
| Itália          | Lega Norte                                    | 28 / 76       |
| Países Baixos   | Partido pela Liberdade (PVV)                  | 1 / 29        |
| União Europeia  | União Europeia                                | 75 / 705      |

## Nas Instituições Europeias
| Organização        | Instituição                            | Número de lugares |
| ------------------ | -------------------------------------- | ----------------- |
| União Europeia     | Parlamento Europeu                     | 72 / 720          |
| União Europeia     | Comissão Europeia                      | 0 / 27            |
| União Europeia     | Conselho Europeu (Chefes de Governo)   | 1 / 27            |
| União Europeia     | Conselho da União Europeia (Ministros) |                   |
| União Europeia     | Comité das Regiões                     | 0 / 329           |
| Conselho da Europa | Assembleia Parlamentar                 | 101 / 612 (CEPA)  |